# تاکائو اوگاوا
تاکائو اوگاوا (انگلیسی: Takao Ogawa؛ زادهٔ ۱ ژانویهٔ ۱۹۵۰ ‏(۷۵ سال) آهنگساز اهل ژاپن است.